# Gyagu Manga Biyori
Gyagu Manga Biyori (増田こうすけ劇場 ギャグマンガ日和 Masuda Kōsuke Gekijō Gyagu Manga Biyori?) es una serie de manga japonesa escrita e ilustrada por Kosuke Masuda. La serie presenta un estilo hiperactivo, aleatorio y sin sentido que gira en torno a varias tramas y personajes a lo largo de la serie.
La serie comenzó en la revista de manga shōnen de Monthly Shōnen Jump de Shueisha en la edición de enero de 2000. La revista dejó de publicarse en junio de 2007, y la serie fue transferida a la entonces nueva revista Jump Square en noviembre del mismo año, donde se publicó hasta noviembre de 2014. Shueisha recopiló sus capítulos en quince volúmenes tankōbon. El manga continuó en Jump Square, bajo el título Gag Manga Biyori GB, en diciembre de 2014.
Su primera adaptación al anime fue un cortometraje animado por Toei como parte de Jump Festa en 2002. La primera adaptación de la serie de televisión de anime y la secuela fueron producidas por Artland, mientras que la tercera, cuarta y quinta secuelas fueron producidas por Studio Deen. La mayoría de los episodios duran cinco minutos. Las primeras cuatro temporadas se emitieron en 2005, 2006, 2008 y 2010, y la quinta temporada se estrenará en 2025.

## Sinopsis
La serie cuenta historias absurdas en episodios cortos que tienen lugar en la vida laboral japonesa cotidiana, pero también en un contexto fantástico, mítico o histórico. Si bien algunos de los episodios describen una trama que se basa en la anterior y algunos personajes regresan, la mayoría de las historias no tienen conexión entre sí.

## Contenido de la obra

### Manga
El manga fue escrito e ilustrado por Kosuke Masuda, Gyagu Manga Biyori debutó en la revista de manga shōnen de Shūeisha Monthly Shōnen Jump, en la edición de enero de 2000. La revista cesó su publicación el 6 de junio de 2007. Después de una breve publicación en Weekly Shōnen Jump del 27 de agosto al 29 de octubre de 2007, la serie fue transferida a la entonces nueva revista Jump Square el 2 de noviembre del mismo año. En octubre de 2014, se anunció que la serie cambiaría de título para coincidir con su 15º aniversario, siendo serializada bajo el título Gag Manga Biyori hasta el 4 de noviembre del mismo año. Shueisha recopiló sus capítulos en quince volúmenes tankōbon, publicados desde el 4 de septiembre de 2000 hasta el 3 de octubre de 2001.
La serie continúa bajo el título Masuda Kōsuke Gekijō Gag Manga Biyori GB (publicado originalmente en Jump Square), a partir del 4 de diciembre de 2014. Al 2 de agosto de 2024, se han publicado ocho volúmenes.

### Anime
Una adaptación televisiva de la serie de anime, producida por Artland (las dos primeras temporadas) y Studio Deen (a partir de la tercera temporada) se transmitió en Kids Station; la primera serie de 12 episodios se emitió del 7 de febrero al 25 de abril de 2005; la segunda serie de 12 episodios se emitió del 5 de agosto al 28 de octubre de 2006; y la tercera serie se emitió del 17 de marzo al 2 de junio de 2008. La cuarta serie de 26 episodios, Gag Manga Biyori+, se emitió por primera vez en Yomiuri TV del 5 de enero al 29 de junio de 2010.
Una quinta serie, Gag Manga Biyori Go, se estrenará el 5 de abril de 2025. REMOW obtuvo la licencia de toda la serie y la transmitirá internacionalmente fuera de Asia en Amazon Prime Video, en América del Norte en el canal de YouTube It's Anime y en América Latina a través de Anime Onegai.